# Le Plessis-Belleville
Le Plessis-Belleville je francouzská obec v departementu Oise v regionu Hauts-de-France. V roce 2010 zde žilo 3 337 obyvatel.

## Vývoj počtu obyvatel
Počet obyvatel 